# Teatr Nowy w Warszawie (1947–2005)

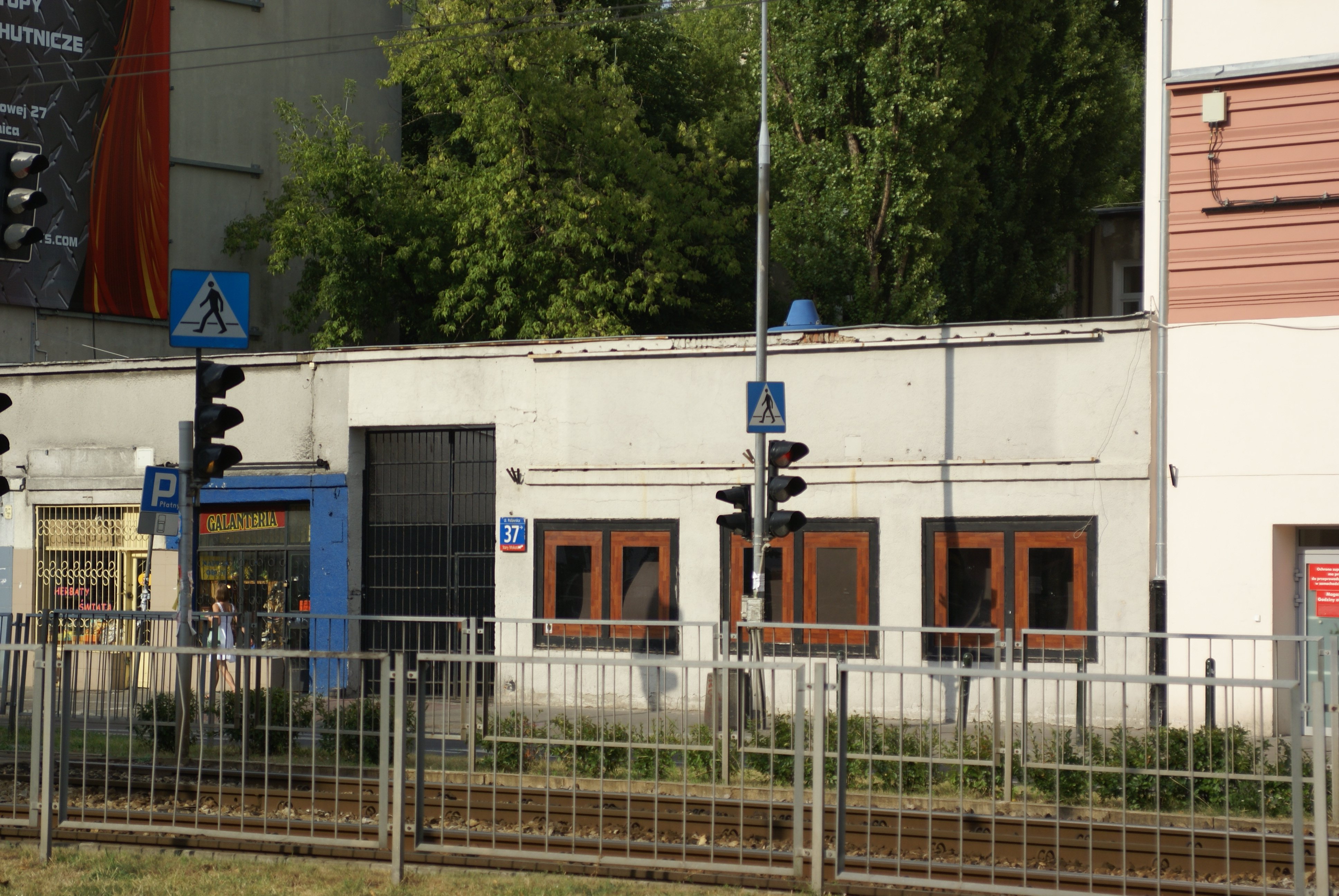
Scena Kameralna Teatru Nowego

Teatr Nowy – teatr dramatyczny w Warszawie, istniejący w latach 1947–2005. Działał na dwóch scenach: Scena Kameralna przy ul. Puławskiej 37 i Scena Teatr Praga – Fabryka Trzciny przy ul. Otwockiej 14.

## Historia

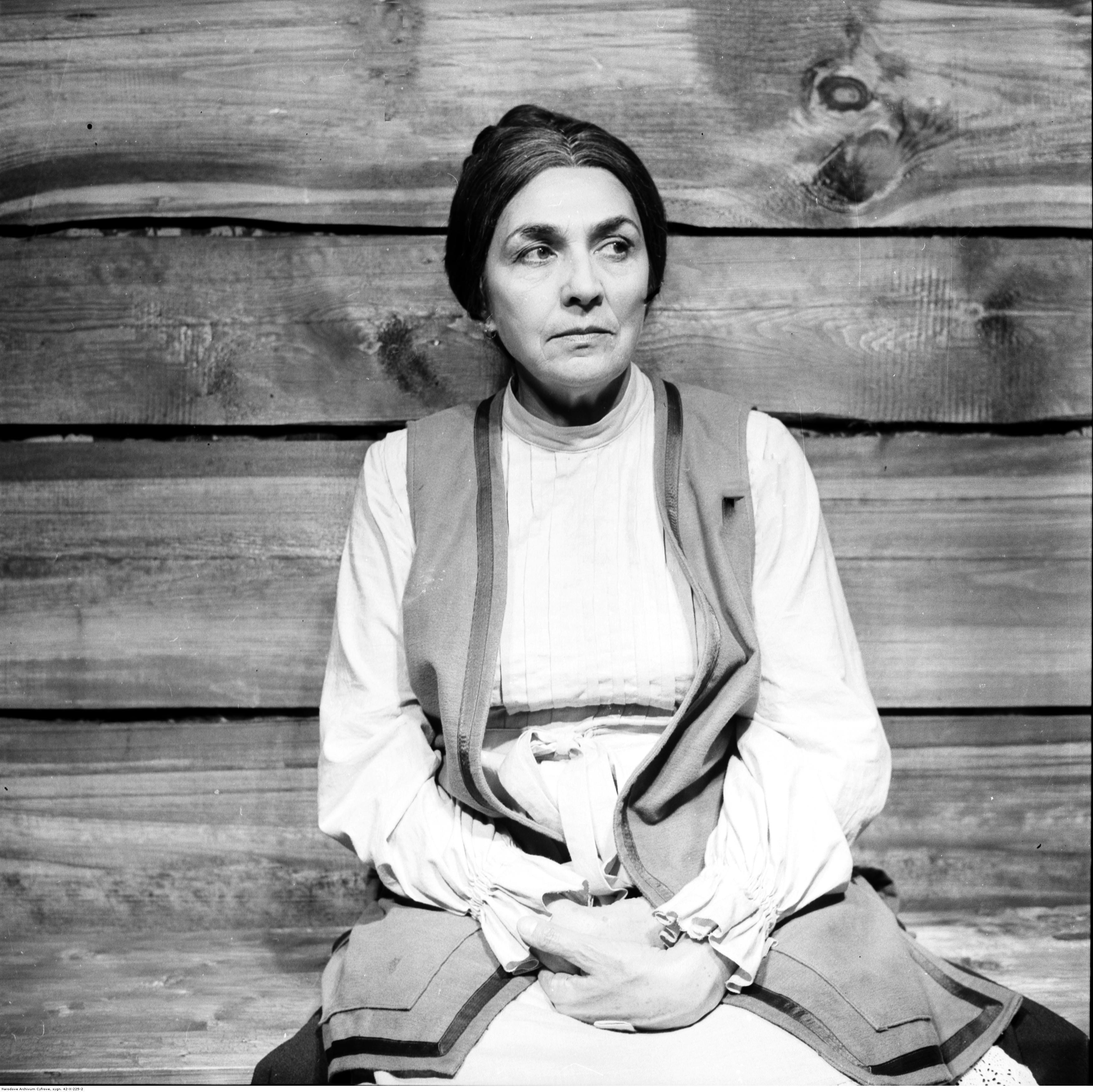
Spektakl w Teatrze Nowym (1977)

Rozpoczął działalność 24 października 1947 w kamienicy Luniaków przy ul. Puławskiej 39. Inicjatorem powstania teatru była Spółdzielnia Pracy Aktorów i Pracowników Teatralnych pod kierownictwem Juliana Tuwima. Pierwszym dyrektorem został Marian Meller, a kierownikiem artystycznym i literackim Julian Tuwim. Teatr rozpoczął swoją działalność od wystawienia Wesela Figara Pierre’a Beaumarchais’go. W latach 1949–1950 wprowadzono repertuar muzyczny. Wtedy też zmieniono nazwę na Państwowy Teatr Nowy (Scena Komediowo-Muzyczna).
W 1954 rozpoczęło się przekształcanie teatru w operetkę. 1 stycznia 1955 powołano Państwową Operetkę w Warszawie.
W latach 1966–1974 w siedzibie Teatru Nowego działał Teatr Ludowy.
Po objęciu stanowiska dyrektora przez Mariusza Dmochowskiego w 1974 przywrócono pierwotną nazwę. Repertuar Teatru Nowego zaczął nawiązywać do tradycji z czasów, gdy kierował nim Julian Tuwim.
W latach 1975–1979 w Sali Warszawskiego Towarzystwa Muzycznego działała Scena Propozycji Dramaturgii Współczesnej.
W latach 1982–1989 dyrektorem teatru był Bohdan Cybulski.
Od roku 1984 do 1986 teatr korzystał również z sali w Piwnicy Wandy Warskiej na Rynku Starego Miasta w Warszawie. W roku 1986 utworzono Scenę Kameralną.
Od roku 1990 do 2007 teatrem kierował Adam Hanuszkiewicz.
Od 1992 przedstawienia odbywały się również w Amfiteatrze w Łazienkach Królewskich.
W 2005 roku dokonano przekształcenia instytucji miejskiej, łącząc ją z prywatnym teatrem Fabryka Trzciny pod nazwą Teatr Praga. Stworzono też Nowy Teatr, którego dyrektorem mianowano Krzysztofa Warlikowskiego.
Jednocześnie zrezygnowano z wynajmu lokalu przy ulicy Puławskiej 39, gdzie powstał supermarket.